# Daniel Braaten
Pour les articles homonymes, voir Braaten.
Daniel Braaten, né le 25 mai 1982 à Oslo (Norvège), est un footballeur norvégien, qui évolue au poste de milieu de terrain au Stabæk Fotball.

## Biographie
Il commence sa carrière avec le Skeid FK Oslo avant de signer pour Rosenborg. Avant sa signature, Braaten avait attiré l'intérêt de divers clubs norvégiens et même de clubs étrangers dont le RC Lens. Braaten était déjà allé à Rosenborg BK sous forme de prêt. Rosenborg l'a acheté 2,5 millions de NOK.
Braaten devient progressivement l'un des meilleurs joueurs de la première ligue norvégienne. Il devient un joueur régulier à Rosenborg grâce à ses passes décisives et ses buts.
Il joue son premier match avec la sélection norvégienne en 2004.
Le 3 août 2007, Braaten signe pour £450 000 à Bolton. Il marque son premier but dans la ligue anglaise plus de trois semaines après sa signature permettant à Bolton de gagner 3-0, mais il perd peu à peu sa place et ne joue par la suite pratiquement plus.
Le 26 juin 2008, il s'engage en faveur du Toulouse FC, son club l'ayant inclus dans le transfert de Johan Elmander,. Après des performances en demi-teinte et une blessure en première partie de saison, il retrouve peu à peu la confiance et monte en puissance en début d'année 2009 avec de bonnes performances avec le TFC. Il est qualifié de « koala » par certains supporters du TFC. Son apport est notable, notamment à l’extérieur.[réf. nécessaire]
En effet, sur la saison 2010-2011, les statistiques sont édifiantes[style à revoir] : le bilan du TFC à l'extérieur avec Braaten titulaire est de 6V-3N-1D et avec Braaten sur le banc de 0V-1N-8D.[pas clair] Le 24 septembre 2011, Daniel Braaten dispute son centième match de Ligue 1 contre Nancy pour une victoire 1-0 du TFC.
Le 2 septembre 2013, en fin de contrat avec Toulouse Daniel Braaten s'engage avec le FC Copenhague. Il marque son premier but sous les couleurs danoises contre Galatasaray en Ligue des champions.
Après une saison au Danemark, il retourne en Norvège et s’engage pour un an en février 2015 avec le club osloïte du Vålerenga Fotball.
Son contrat n’est pas prolongé à la fin de la saison. Sans club, il participe fin janvier 2016 au stage de pré-saison du SK Brann avant de s’engager avec le club de  Bergen pour un an le 21 février 2016. À la fin de la saison, il prolonge son contrat pour une nouvelle saison. Malgré une blessure qui le prive de la fin de saison 2016-2017, à 35 ans il prolonge à nouveau son contrat fin 2017 pour une saison supplémentaire avec Brann.
En février 2019, il signe à l'âge de 36 ans un nouveau contrat avec le club norvégien de Stabæk Fotball, barragiste de la précédente édition d'Eliteserien. À la fin de la saison 2019 (terminé en milieu de classement, à la huitième place) son contrat n'est pas renouvelé. Il se retrouve sans club à trente-sept ans, mais n'arrête pas sa carrière pour autant. En juin, à trente-huit ans, il s'engage avec le Skeid Fotball, son club formateur qui vient d’être relégué en troisième division norvégienne,.

## Carrière
- 2000-2004 :  Skeid FK Oslo
- 2004-2007 :  Rosenborg BK
- 2007-2008 :  Bolton Wanderers
- 2008-2013 :  Toulouse FC
- 2013-2014 :  FC Copenhague[16],[17]
- 2015-2016 :  Vålerenga Fotball
- 2016-2018 :  SK Brann
- 2019 :  Stabæk Fotball[13],[14]
- 2020 :  Skeid Fotball[14]

## Palmarès

### En équipe nationale
- 52 sélections et 4 buts avec l'équipe de Norvège entre 2004 et 2014.

### Avec Rosenborg BK
- Vainqueur du Championnat de Norvège de football en 2004 et 2006.